# Мартюк, Андрей Николаевич
Андрей Николаевич Мартюк (род. 10 июня 2000, Никополь, Украина) — российский профессиональный баскетболист, играющий на позиции центрового.

## Карьера
В январе 2020 года Мартюк был признан «Самым ценным игроком» Единой молодёжной лиги ВТБ по итогам месяца. В 8 играх Андрей в среднем набирал 17,5 очка, 8,9 подбора, 1,3 передачи и 19,9 балла за эффективность.
26 сентября 2020 года, Мартюк дебютировал за основную команду «Локомотива-Кубань». В матче Единой лиги ВТБ против «Зелёна-Гуры» (83:76), Андрей вышел в стартовой пятёрке и провёл на площадке 16 минут 27 секунд, набрав 8 очков, 4 подбора и 1 передачу.
В сезоне 2020/2021 Мартюк стал серебряным призёром Единой молодёжной лиги ВТБ в составе «Локомотива-Кубань-2-ЦОП». В финальном матче против «ЦСКА-Юниор» (65:89) Андрей набрал 15 очков, 9 подборов и 3 передачи. По итогам «Финала восьми» турнира Мартюк был включён в символическую пятёрку, а его статистика составила 15,7 очка, 7,3 подбора, 2,7 передачи и 1,0 блок-шота в среднем за игру.
В сезоне 2021/2022 Мартюк принял участие в трёх турнирах. В Еврокубке его показатели составили 5,9 очка и 5,0 подбора в среднем за игру. В Единой лиги ВТБ Андрей провёл 28 матчей, в которых набирал 8,3 очка, 6,0 подбора и 1,4 передачи. В Суперлиге-1 сыграл 1 матч, в котором набрал 24 очка, 13 подборов, 1 передачу, 1 перехват и 1 блок-шот.
30 января 2022 года, в матче против «Калева» (86:66), Мартюк установил рекорд сезона в Единой лиге ВТБ по подборам, набрав 16 отскоков (12 в защите и 4 в нападении). Также в этой игре Андрей набрал 12 очков и 4 блок-шота. Эти показатели помогли ему оформить первый дабл-дабл в своей карьере в Единой лиге ВТБ, а также установить личный рекорд по подборам, блок-шотам и эффективности (24 балла) в одной игре.
По итогу регулярного сезона Единой лиги ВТБ 2021/2022 Мартюк был признан «Лучшим молодым игроком». В 16 матчах Андрей набирал 8,0 очка, 5,1 подбора, 1,4 передачи и 1,0 перехвата.
В июле 2022 года Мартюк продлил контракт с «Локомотивом-Кубань».
В сезоне 2022/2023 Мартюк стал серебряным призёром Единой лиги ВТБ и чемпионата России.
В январе 2023 года Мартюк был признан «Спортсменом Кубани 2022». В ходе онлайн-голосования на портале «Кубанский спорт.RU» Андрей набрал 52,2% голосов и опередил борца Александра Головина.
25 января 2023 года Мартюк получили wild card на «Матч всех звёзд» Единой лиги ВТБ в состав команды «New School». В этой игре Андрей провёл на площадке 21 минуту 50 секунд и набрал 34 очка, 10 подборов, 5 передач и 4 перехвата.
По итогу регулярного сезона Единой лиги ВТБ 2022/2023 Мартюк во второй раз был признан «Лучшим молодым игроком». В 31 матче Андрей набирал в среднем 10,7 очка, 4,9 подбора и 1,5 передачи.
В мае 2023 года Мартюк подписал новый контракт с «Локомотивом-Кубань».
В декабре 2023 года Мартюк и Антон Астапкович из ЦСКА были признаны «Самыми ценными игроками» Единой лиги ВТБ. Средние показатели Андрея по итогам месяца составили 15,3 очка, 5,2 подбора и 1,5 блок-шота при 20,2 балла за эффективность действий.
В августе 2025 года Мартюк подписал 3-летний контракт с «Зенитом».

## Сборная России
В мае 2019 года Мартюк принял участие в подготовительном сборе юниорской сборной России (до 19 лет), которая готовилась к первенству мира U19.
В ноябре 2021 года Мартюк был включён в расширенный состав сборной России для участия в подготовке к матчам квалификации Кубка мира-2023 со сборными Италии и Исландии, но по медицинским показаниям был вынужден покинуть тренировочные сборы.
В феврале 2021 года Мартюк был вызван на сбор национальной команды для подготовки к двум матчам квалификации Кубка мира-2023 со сборной Нидерландов.
В июне 2022 года Мартюк принял участие в Открытом лагере РФБ для кандидатов в сборную России не старше 25 лет, проходящих в возрастные рамки для участия в студенческих соревнованиях.

## Достижения
- Серебряный призёр Единой лиги ВТБ: 2022/2023
- Серебряный призёр Суперкубка Единой лиги ВТБ: 2023
- Серебряный призёр чемпионата России: 2022/2023
- Серебряный призёр Единой молодёжной лиги ВТБ: 2020/2021